# Адальберт фон Фальк
Франц Людвіг Адальберт Фальк, з 1879 року — фон Фальк (нім. Franz Ludwig Adalbert von Falk; 19 вересня 1856, Лик — 25 березня 1944, Берлін) — німецький воєначальник, генерал піхоти Прусської армії.

## Біографія
Син міністра культури Пруссії Адальберта Фалька і його дружини Рози, уродженої Пассов. Мав п'ятьох братів і сестер.
Фальк відвідував гімназію Вільгельма в Берліні, а після її закінчення в березні 1875 вступив в Прусську армію добровольцем, служив в гвардійському стрілецькому полку. З 1883 по вересень 1886 року відвідував Прусську військову академію. З квітня 1888 служив у Генеральному штабі, після чого в березні 1890 був переведений на службу в 2-й гвардійський гренадерський полк. У вересні 1891 року направлений в штаб 2-го корпусу. З лютого 1893 року — командир роти 10-го гренадерського полку «Король Фрідріх Вільгельм II». З 1894 року служив у штабі 13-ї піхотної дивізії. З червня 1897 року командував батальйоном 32-го піхотного полку, після чого служив у штабі 71-го піхотного полку
У жовтні 1902 року призначений інструктором Прусської військової академії, де у травні 1904 року увійшов до ради директорів. З травня 1906 року командував 3-м гренадерським полком «Король Фрідріх Вільгельм I», з квітня 1909 року — 9-ю піхотною бригадою. У вересні 1912 року призначений головним інспектором військово-навчальних закладів.
На початку Першої світової війни Фальк був призначений командиром 2-ї піхотної дивізії. Вищезгадана дивізія розташовувалась на Східному фронті у складі 1-го корпусу під командуванням Германа фон Франсуа. Командуючи 2-ю піхотною дивізією, він брав участь у битвах при Сталлупенені і при Гумбіннені, а потім у великій перемозі Німеччини в битві при Танненберзі та першій битві на Мазурських озерах. У жовтні 1914 року кілька днів командував частинами 1-го корпусу, а потім протягом 1915 року взяв участь у другій битві на Мазурських озерах у лютому, у Наревській наступальній операції влітку та у Віленській операції восени. У червні 1916 року відкликаний з посади командира 2-ї піхотної дивізії і призначений командувачем 9-м корпусом в Альтоні. Після закінчення війни 24 листопада 1918 року звільнений у відставку.

## Сім'я
3 червня 1882 року одружився з Маргаритою «Метою» фон Ленцке (15 травня 1861). В пари народились 4 дітей:
- Віктор Адальберт Теодор (23 січня 1884 — 5 червня 1911) — загинув внаслідок падіння при сходженні на гору Тотенкірхль в Тіролі.
- Анна Луїза Елізабет (9 червня 1886)
- Роза Франциска Магдалена (12 вересня 1887) — дружина генерал-лейтенанта Курта фон Естеррайха.
- Берта Матільда Маргарита (21 грудня 1891) — лікар.

## Звання
- Трирічний доброволець (20 березня 1875)
- Фенріх портупеї (12 грудня 1875)
- Другий лейтенант (17 жовтня 1876)
- Перший лейтенант (1 вересня 1886)
- Гауптман (24 лютого або 24 березня 1890)
- Майор (12 вересня 1895)
- Оберстлейтенант (22 квітня 1902)
- Оберст (16 березня 1905)
- Генерал-майор (2 квітня 1909)
- Генерал-лейтенант (22 квітня 1912)
- Генерал піхоти (18 серпня 1916)

## Нагороди
- Почесна шабля за видатні досягнення у Військовій академії (березень 1887)
- Орден Червоного орла
  - 4-го класу
  - 2-го класу з дубовим листям, зіркою, короною і мечами
    - зірку і корону отримав пізніше, мечі — в жовтні 1915
- Столітня медаль
- Орден дому Саксен-Ернестіне, командорський хрест 2-го класу
- Хрест «За вислугу років» (Пруссія) (1900)
- Орден Корони (Пруссія) 2-го класу із зіркою
- Орден Грифона, командорський хрест
- Орден Фрідріха (Вюртемберг), командорський хрест 2-го класу
- Орден Спасителя, командорський хрест (Грецьке королівство)
- Залізний хрест 2-го і 1-го класу
- Королівський орден дому Гогенцоллернів, командорський хрест з мечами — за заслуги в зимовій битві в Мазурії.
- Почесний громадянин міста Лик
- Почесний хрест ветерана війни з мечами